# Проспект Галимджана Ибрагимова
Проспект Галимджана Ибрагимова (тат. Галимҗан Ибраһимов проспекты) — крупный магистральный проспект в Казани.

## Расположение
Проспект Галимджана Ибрагимова представляет собой прямую, широкую, вытянутую с севера на юг магистраль протяженностью примерно 2,74 км, соединяющую кратчайшим образом улицу Воровского с пересечением улиц Чистопольской, Мулланура Вахитова и Декабристов.
Проспект Ибрагимова пролегает по территориям двух районов города Казани — Московского и Ново-Савиновского. Центральная осевая линия данного проспекта является границей указанных районов. Таким образом нечетная часть проспекта относится к Ново-Савиновскому району (кроме домов, начиная с № 61), а вся четная часть и нечетная часть начиная с 61 дома и далее — относятся к Московскому району.
Проспект Ибрагимова пересекает две крупные городские магистрали: улицу Восстания и Проспект Хусаина Ямашева, при этом последний проспект пересекается под эстакадой, разводя тем самым крупные транспортные потоки.
От перекрестка с Волгоградской ул. и до улицы Декабристов, проспект Ибрагимова разделяется широкой озелененной разделительной полосой.

## Общественный транспорт
По проспекту Ибрагимова в обоих направлениях курсируют несколько маршрутов автобусов и троллейбусов.

## Объекты, расположенные на проспекте
- № 12, 37 — жилые дома авиазавода.[11][12]
- № 11, 19, 61 ― жилые дома вертолётного завода.[11][13][14]
- № 26а, 35 — жилые дома треста «Казаньхимстрой».[15]
- № 27 — жилой дом мостопоезда № 445.[16]
- №№ 28, 30 — жилые дома завода радиокомпонентов.[17][11]
- № 28а — жилой дом треста «Гидроспецстрой».[18][19]
- №№ 32/20, 32а — жилые дома управления строительства «Теплоэнергострой-2».[20][21]
- № 42 — спортивный комплекс водных видов спорта «Оргсинтез».
- № 44 — Спортивный комплекс «Батыр», в котором размещено несколько спортивных школ олимпийского резерва.
- № 56 — торгово-развлекательный комплекс «Тандем».
- № 58 — Комплекс зданий банка «БТА-Казань» и бизнес-центра «Ибрагимовский», перестроенный в начале 2000-х гг из недостроенных корпусов для новой гостиницы, которые были на протяжении почти трёх десятилетий одним из главных городских долгостроев.
- № 61а — жилой дом Казанского отделения ГЖД.[22]
- № 83а — жилой дом треста «Гидроспецстрой».[23][19]
- № 89 ― жилой дом НПО вычислительной техники и информатики.[11]

## Почтовые индексы
- дома 1-29 нечет., 2-14 чет. — 420057;
- дома 20-24 чет., 35-59 нечет. — 420044;
- дома 26-42 чет. — 420080,
- дома 48, 56, 58, 61-89 нечет. — 420066.

## Происхождение наименования
Проспект назван в честь  Ибрагимова Галимджана Гирфановича (1887—1938), татарского писателя, крупного ученого-филолога и историка, государственного деятеля.

## Галерея

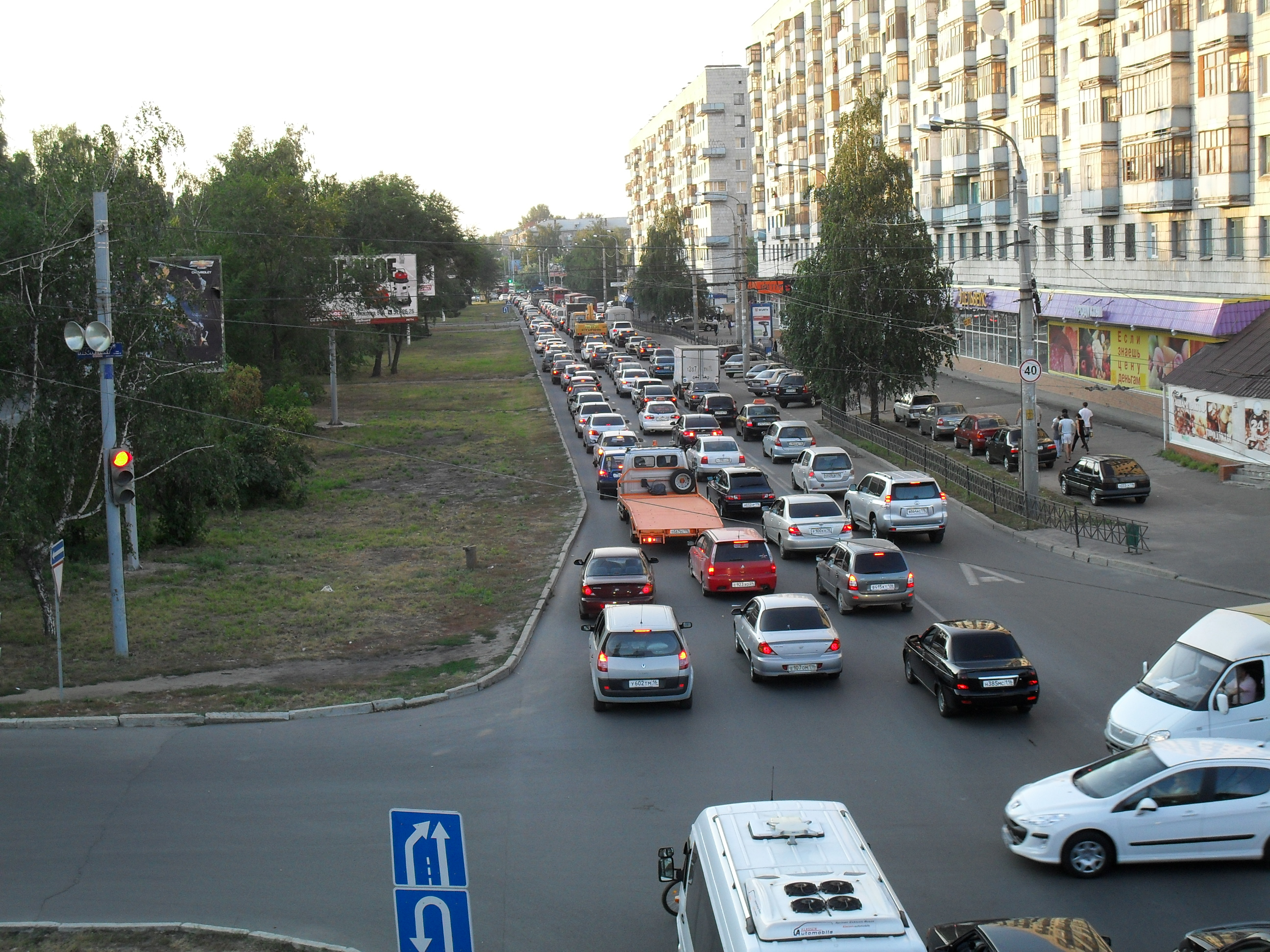
Вечерняя пробка на просп. Ибрагимова на пересечении с улицей Волгоградская (вид с эстакады)
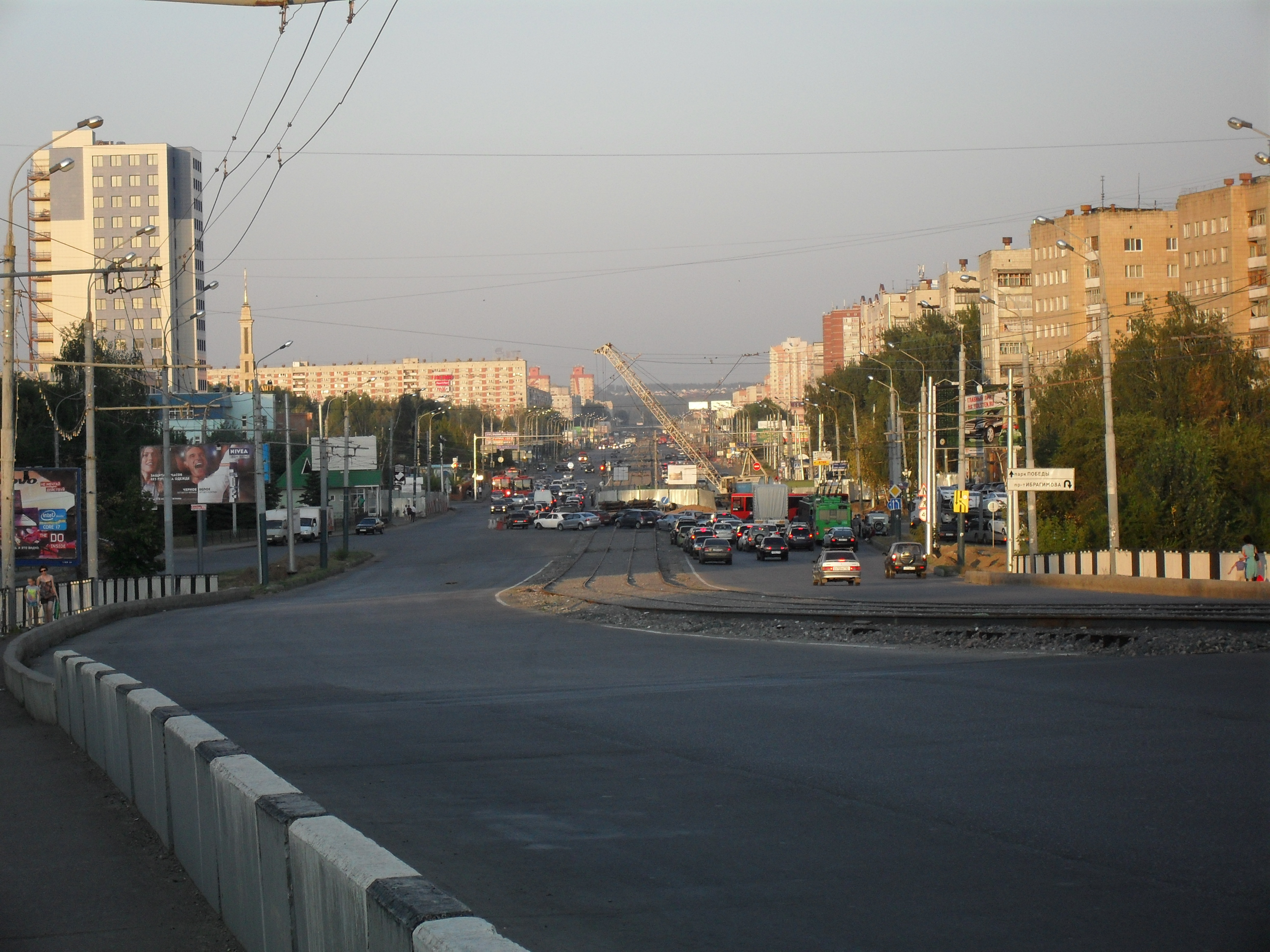
Эстакада над пр. Ибрагимова
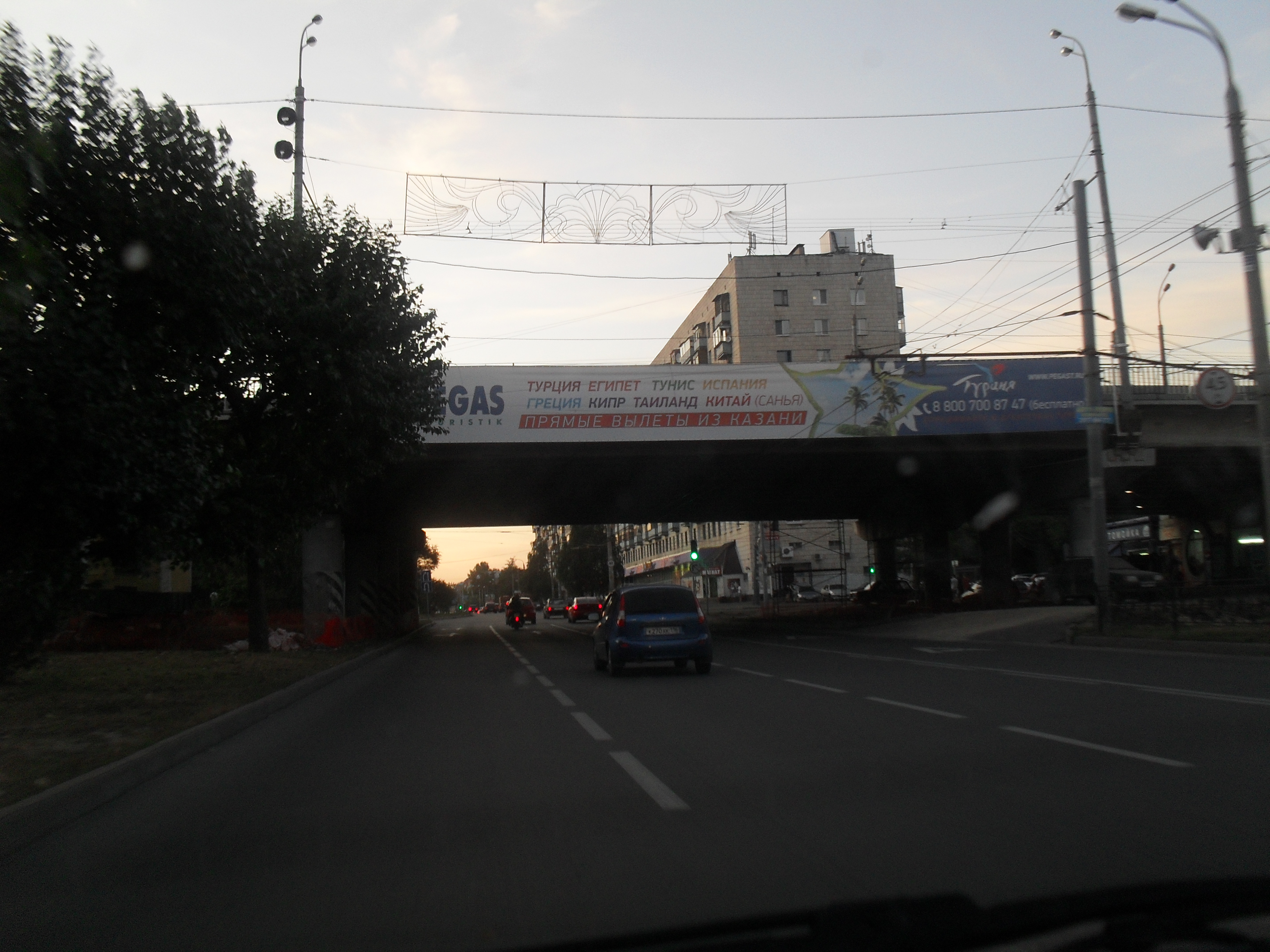
Эстакада над пр. Ибрагимова
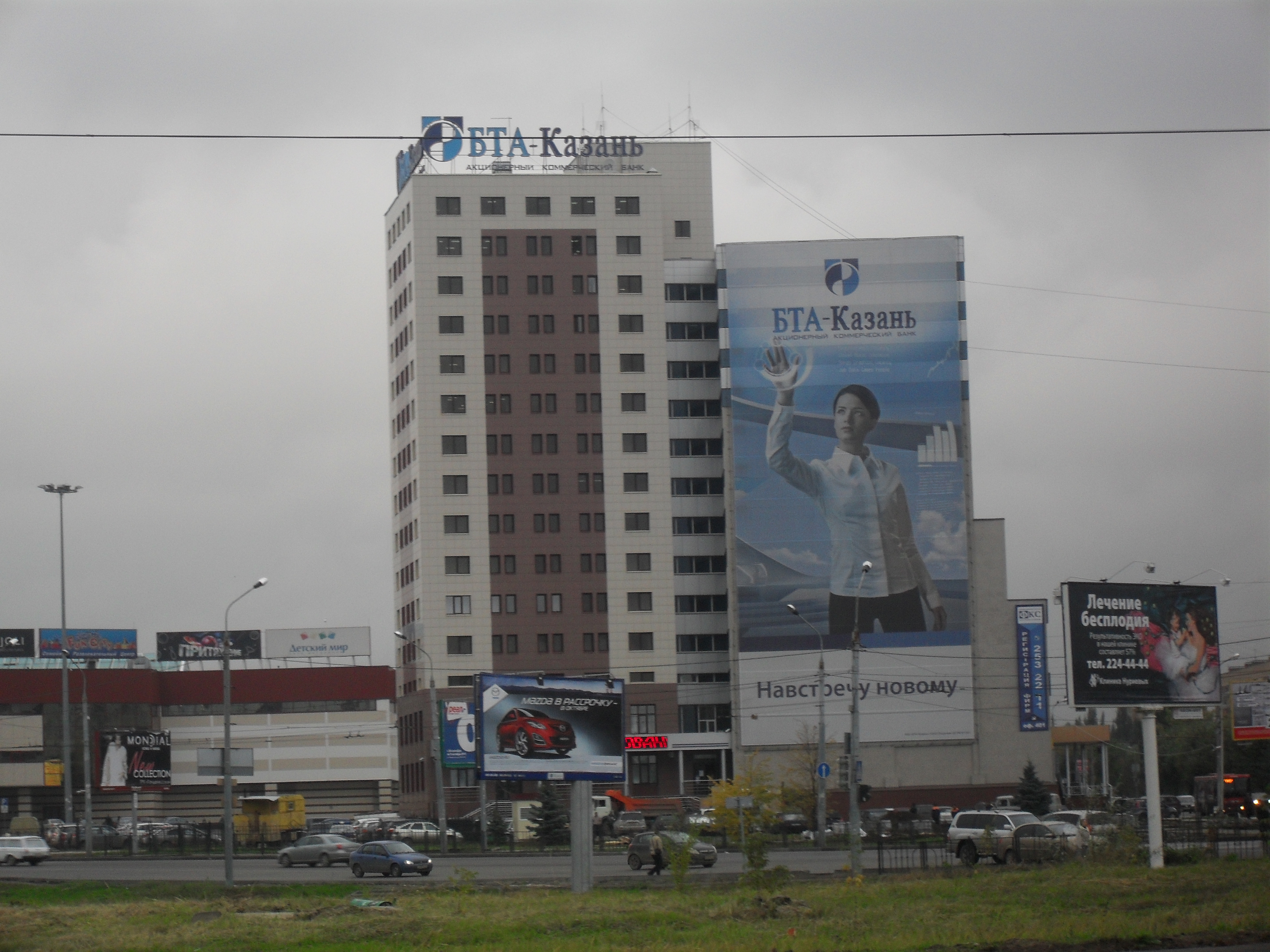
Здания бизнес-центра «Ибрагимовский» и банка «БТА-Казань»
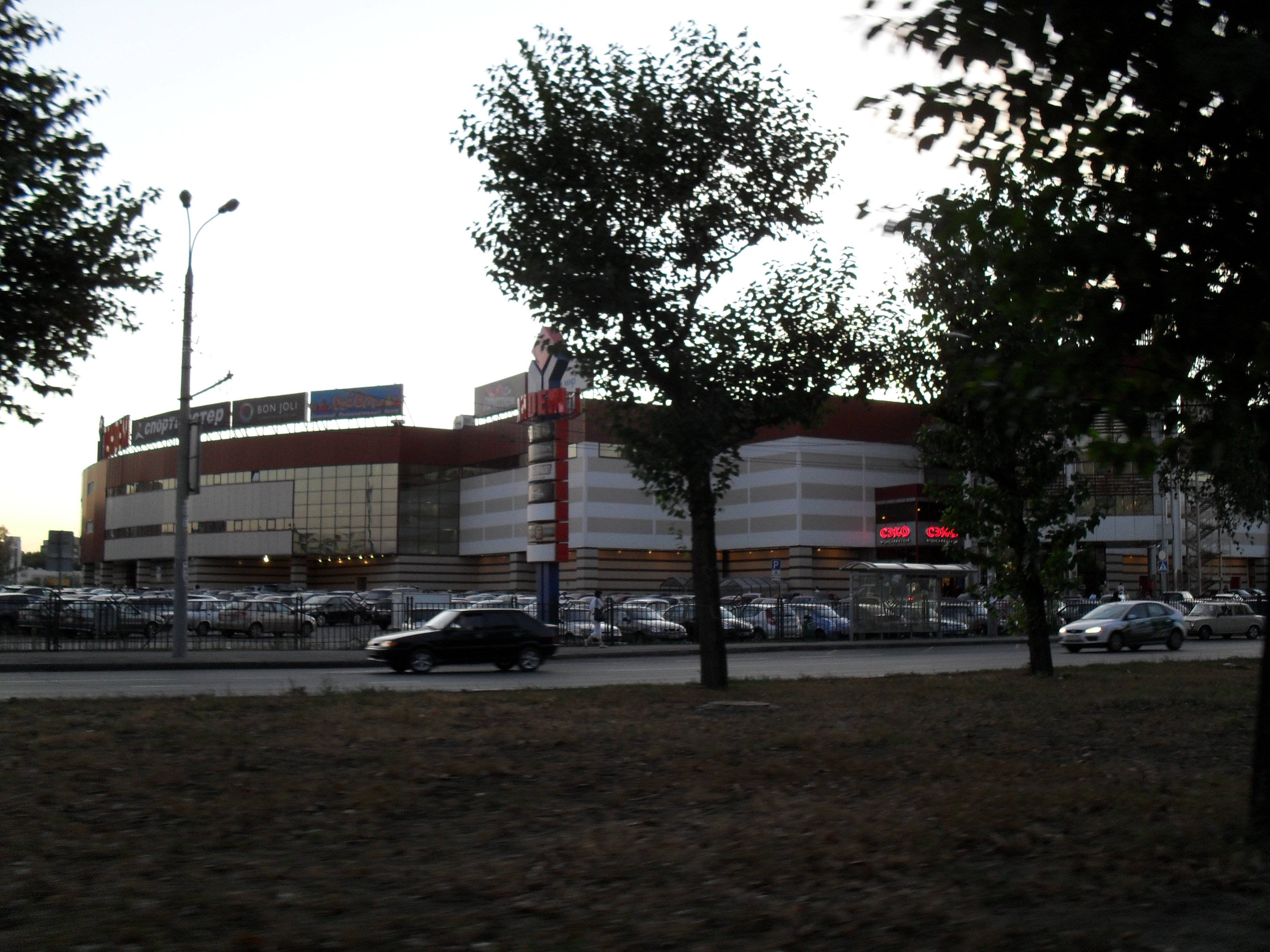
ТРК «Тандем» (вид со стороны пр. Ибрагимова)
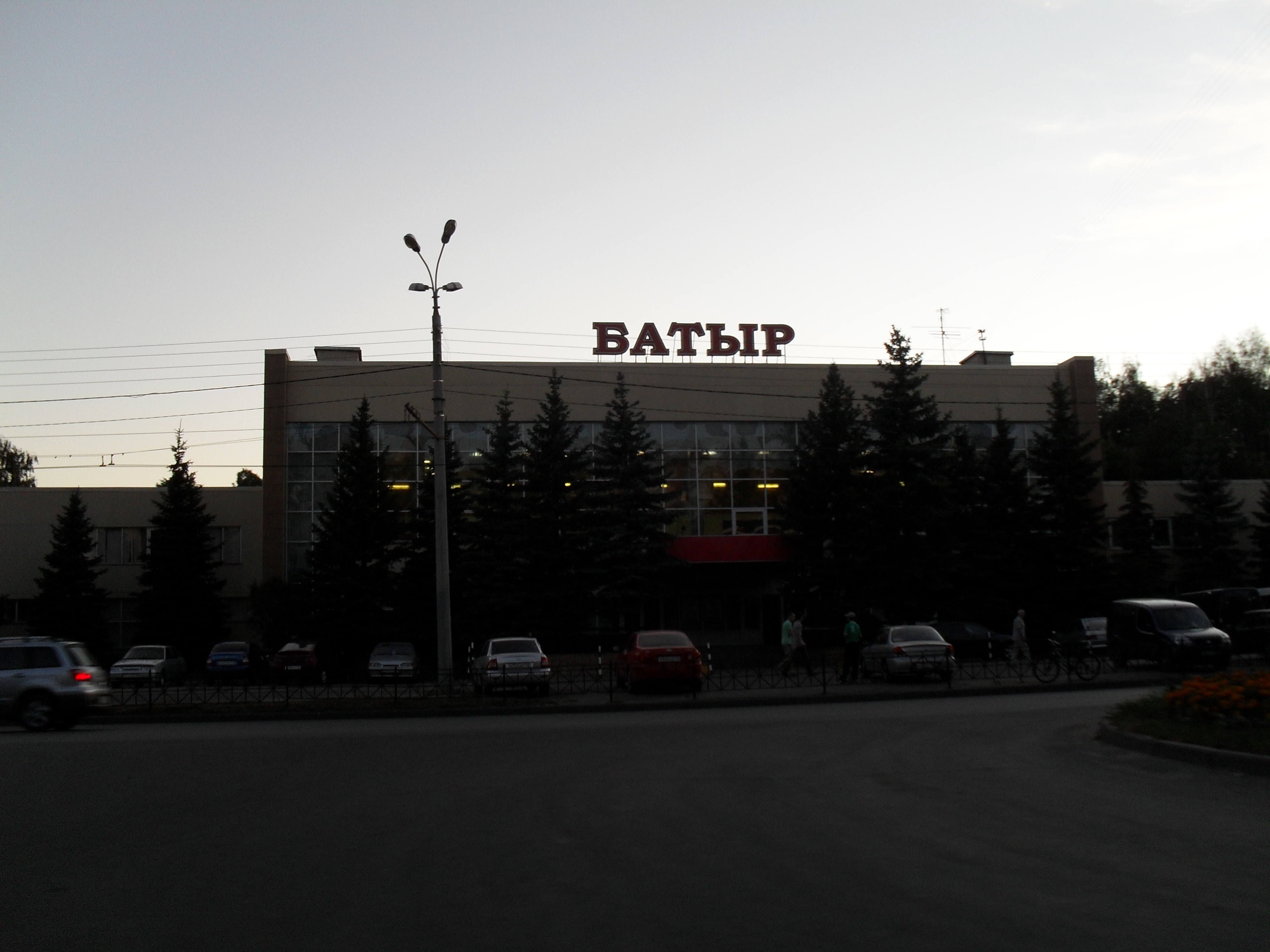
Спорткомплекс «Батыр»
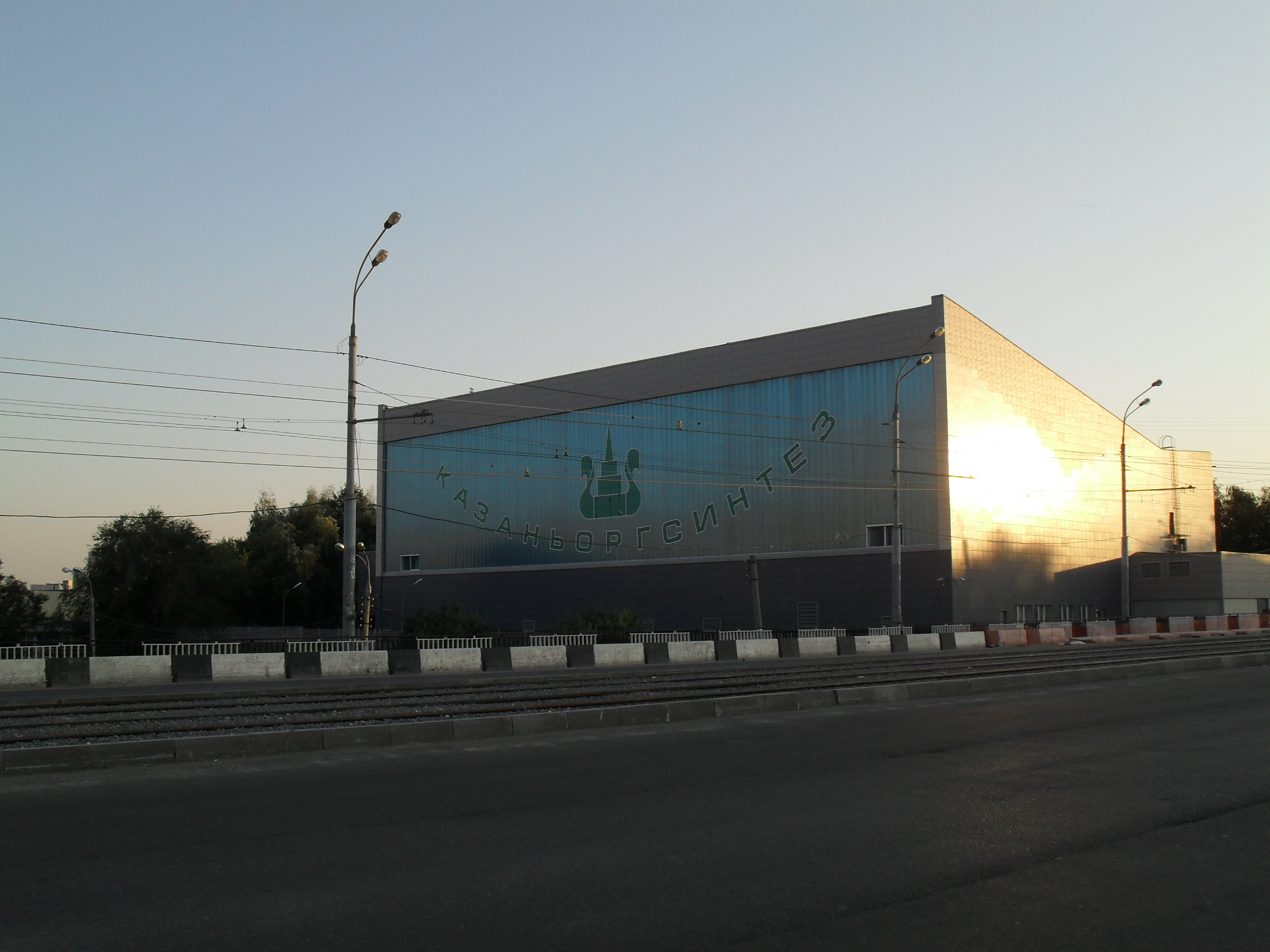
Бассейн «Оргсинтез»